# Гуляйстепь
Гуляйстепь (укр. Гуляйстеп; до 2025 года — Первомайское) — село,
Михайловский сельский совет,
Полтавский район,
Полтавская область,
Украина.
Код КОАТУУ — 5323083804. Население по переписи 2001 года составляло 237 человек.

## Географическое положение
Село Первомайское находится недалеко от истоков реки Нехворощанка,
в 4-х км от сёл Михайловка и Жирковка.

## История
- 1925 — село Хуторы переименовано в село Первомайское.

## Происхождение названия
Село было названо в честь праздника весны и труда Первомая, отмечаемого в различных странах 1 мая; в СССР он назывался Международным днём солидарности трудящихся.
На территории Украинской ССР имелись 50 населённых населённых пунктов с названием Першотравневое и 27 — с названием Первомайское, из которых до тридцати находились в 1930-х годах в тогдашней Харьковской области, куда некоторое время входило данное село.